# ニュース845福岡
『ニュース845福岡』（ニュースはちよんごふくおか）は、NHK福岡放送局が局域（福岡地方・筑後地方）に放送されている福岡県内の1日のニュース・話題などを伝える15分間のローカルニュース番組。

## 概要
北九州放送局のエリアでも長らく、この時間は福岡からのニュースを放送していたが、2008年3月28日で終了し、31日からは原則として局独自で『ニュース845北九州』として放送することになった。ただし速報性の高いニュースが入ってきた場合は、北九州エリアでもニュース845福岡のネットに切り替えることがある。

## 放送日時
- 平日　20:45 - 21:00（JST）。
  - 近年は祝日でもこの枠に全国ニュースが入らない限りは年末年始以外放送されていた。
  - 2008年度から2017年度までの祝日は、20:55までは九州・沖縄向けに放送され、残り5分間を県域向けとする。北九州エリアにも福岡局制作のニュースがそのまま放送される。タイトルは『ニュース845』となる。
  - 2018年度からの祝日は従前通り本番組は休止となるが、同時間帯の九州・沖縄地方向けのローカルニュースは20:55 - 21:00の5分間に縮小された。
  - また、春の大型連休期間やお盆期間・年末年始の前後は、18時台の各県内ニュース番組が短縮または休止となる場合は本番組も休止し、同時間帯に「ニュース・気象情報（九州・沖縄）」を放送する（一部地域を除く）。

## キャスター
- 原則『ロクいち!福岡』のキャスターを担当する女性アナウンサーが週替わりで出演している。但し水曜日は福岡放送局を除く九州沖縄各放送局のアナウンサーが出演することが稀にある。
  - 2020年度から2021年度までは、地域管理デスクを務めている有田雅明を除き、原則平日15時台（15:07 - 15:10）の九州沖縄のニュース・気象情報を担当するアナウンサーが兼務となっていた。
  - 2021年度までは、月曜日固定の原田を除き、火曜日から金曜日は原則福岡放送局のアナウンサーが持ち回りで担当していた[1]。以前は『熱烈発信!福岡NOW』の野村正育（福岡局所属時）が担当する日もあった（以前は平日18時台のローカルニュースのキャスターはよほどの人手不足の時以外は原則担当していなかった[2]）。
  - 2022年度から2023年7月31日までは、『はっけんラジオ』月曜パーソナリティの原田徹（2023年7月31日を以って番組卒業）が2021年度に引続き月曜日を担当していた[注釈 1]。

## 番組構成
- メインニュース数本…日によって変動、2本 - 7本程度[注釈 2]
- 企画リポート…その日の内容次第
- 気象情報（福岡県内及び周辺地域）

## オープニングタイトル
- 不明 - 2010年9月
  - 2000年3月まで使用された『首都圏ニュース845』のものを流用・加工して、使用していた[3]。
- 2010年10月 - 2011年3月
  - HD対応の新しいものになり、タイトルが『NHKニュース845福岡』になった。
  - オープニングのテーマ曲は従来どおり2000年3月まで首都圏ニュース845で使用していたものと同じものを使用。
- 2011年4月 - 
  - タイトルCGが前代と同デザインで頭の「NHK」を省いた『ニュース845福岡』のものになる。
  - 同時にテーマ曲も変更され、前代より明るいメロディーのものになった。
  - NHK鹿児島放送局の『情報WAVEかごしま』で2011年度に使われたテーマソングと同一。
- 2015年3月30日　-
  - テーマソングとタイトルCGの両方が更新され、青色のロゴに緑色で描かれた「8」の字が印象的なロゴに変更された。
- 2020年3月30日 - 
  - テーマソングとタイトルCGの両方が更新され、タイトルCGの文字が全て黄色で特に「4」の線がカラフルな色へ変更、更にニューステロップ時、黄色の枠に黒色で描かれた「845」の字が大きくくっきり目立つロゴへ変更された[要出典]。
- 2025年3月31日 - 
  - ニューステロップとロゴが全国ニュースと同様、ユニバーサルデザインへ変更された[4]。